# Бриансон

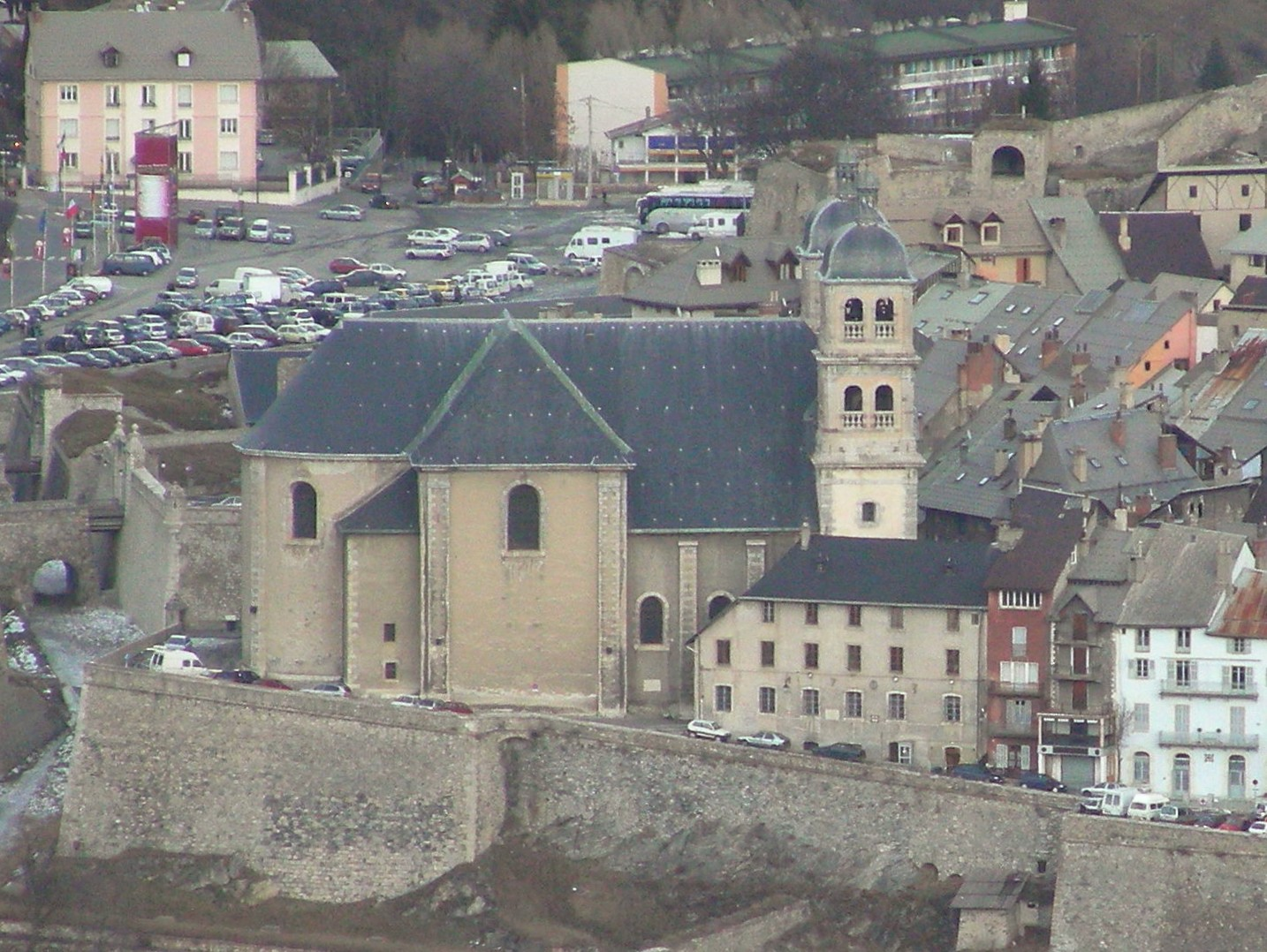
Соборная церковь Бриансона.

Бриансон (фр. и окс. Briançon) — город в Верхних Альпах, на франко-итальянской границе, один из самых высоко расположенных в Европе (1326 метров над уровнем моря). Улицы Бриансона отличаются редкой крутизной, а некоторые из укреплений возносятся над основным уровнем застройки на 1200 метров. Население — 10,7 тысяч жителей (1999).

## История
Исторически Бриансон защищал Монженеврский перевал, соединяющий долину Дюранса с Валь-де-Суза на другой стороне Котских Альп (Бриансон и Суза — побратимы). Город у перевала был хорошо известен античным авторам как Бригантий (Brigantium). Впоследствии через Бриансон проходил тракт из Парижа на Турин.
В Средние века Бриансоном владели графы Альбонские. При Старом режиме он относился к области Дофине, вместе с соседними кантонами образуя пограничный регион с особыми привилегиями (Княжество Бриансон). В 1349 году город (вместе с Дофине) был присоединен к Франции. По Рисвикскому миру 1697 года он перешел к Савойскому герцогу. В 1709 году во время войны за Испанское наследство австрийцы были разбиты здесь французами, и в 1713 году Савойя опять должна была вернуть город Франции. Славную страницу в историю Бриансона вписали наполеоновские войны; в 1815 году он в течение трёх месяцев сопротивлялся натиску противников Наполеона.

## Современное положение
Современный Бриансон — город санаториев, соединённый сетью шоссе с фешенебельными горнолыжными курортами. Поблизости от него расположен национальный парк Экрен. Существующие городские укрепления строил Вобан; они отнесены ЮНЕСКО к Всемирному наследию. В городе базируется хоккейный клуб «Дябл руж де Бриансон», играющий на арене имени Рене Фраже